# Camelot (cráter)

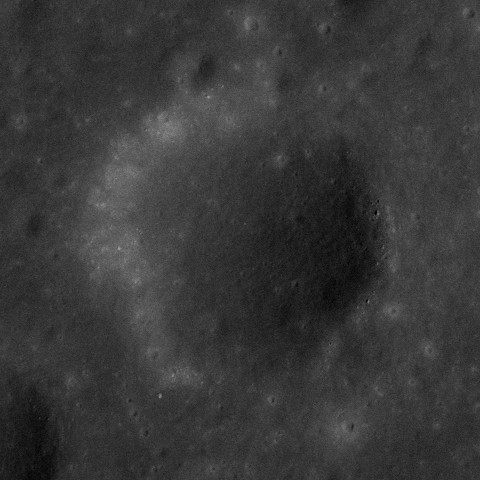
Imagen panorámica desde el Apolo 17

Camelot es un pequeño cráter lunar situado en el valle Taurus-Littrow. Los astronautas Eugene Cernan y Harrison Schmitt llegaron hasta él a bordo de su rover durante la misión Apolo 17 en 1972, en el transcurso de la EVA 2. La estación geológica 5 estaba en el borde sur de Camelot.

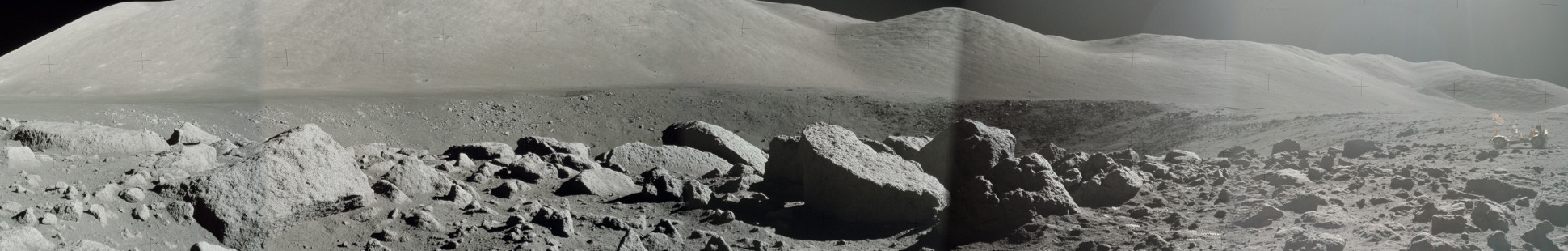
Panorámica tomada por Eugene Cernan desde el lado sur del brocal de Camelot, en la Estación Geológica 5

Camelot se halla al oeste del lugar de aterrizaje del Apolo 17. El cráter Horatio (más pequeño) aparece al suroeste, y Victory está al noroeste. Powell y Trident se localizan al sureste.

## Denominación

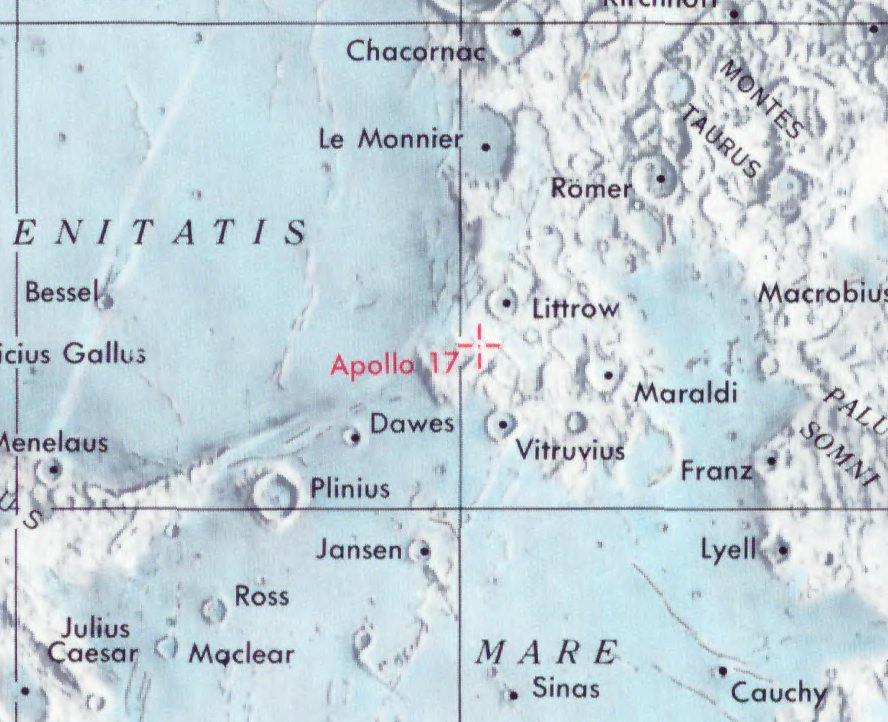
Localización del lugar de aterrizaje del Apolo 17

El cráter fue nombrado por los astronautas en referencia al castillo de Camelot, uno de los escenarios de las leyendas del Rey Arturo. La denominación tiene su origen en los topónimos utilizados en la hoja a escala 1/50.000 del Lunar Topophotomap con la referencia "43D1S1 Apollo 17 Landing Area".